# Systolederus carli
Systolederus carli är en insektsart som beskrevs av Bolívar, I. 1909. Systolederus carli ingår i släktet Systolederus och familjen torngräshoppor. Inga underarter finns listade i Catalogue of Life.